# Alfred Jurzykowski
Alfred Jurzykowski (* 23. April 1899 in Opava Österreich-Ungarn; † 1966 in São Paulo) war ein polnischer Manager und Kunstförderer.

## Leben
Jurzykowski diente während des Ersten Weltkrieges in der Österreichischen Armee und trat danach in die Armee der Polnischen Republik ein. Er besuchte dann die Wirtschaftsuniversität Wien und betätigte sich bis zum Zweiten Weltkrieg im Überseehandel. Pläne, in Polen eine Automobilfabrik zu gründen, wurden durch den Krieg durchkreuzt, und Jurzykowski emigrierte in die USA.
Er wurde Mitglied des Managements von Mercedes-Benz und gründete 1950 für Mercedes in Rio de Janeiro eine Produktionsstätte für Lastkraftwagen. 1953 gründete er eine weitere Produktionsstätte in São Bernardo do Campo. Diese eröffnete er 1956 in Anwesenheit des brasilianischen Präsidenten Juscelino Kubitschek und des Gouverneurs von São Paulo, Jânio Quadros. Zu diesem Anlass wurde er mit der Medaille des Ordens vom Kreuz des Südens (Ordem do Cruzeiro do Sul) ausgezeichnet. Er war bis 1960 als Mitglied des Vorstandes von Mercedes in Brasilien tätig.
1960 gründete er in den USA die Jurzykowski Foundation zur Unterstützung polnischer Künstler und Wissenschaftler, die jährlich einen Preis vergibt. Weiterhin hinterließ er die im New Yorker Polish Arts and Science Building beheimatete Alfred Jurzykowsky Memorial Library. Nach seinem Tod zeichnete ihn die brasilianische Regierung mit dem Rio-Branco-Orden (Ordem de Rio Branco) aus.